# Michel Vauzelle
Michel Vauzelle, né le 15 août 1944 à Montélimar (Drôme), est un homme politique français. Ancien ministre, député, il a été président du conseil régional de Provence-Alpes-Côte d'Azur de 1998 à 2015.

## Biographie
Ancien élève du lycée Saint-Marc, diplômé de l'IEP Paris (1965), président de la Conférence Olivaint (1966), avocat au barreau de Paris (1967) ; huitième secrétaire de la conférence des avocats du barreau de Paris (1977) ; chargé de mission au cabinet de Jacques Chaban-Delmas ; membre de la section des finances du Conseil économique et social (1972-1973) ; adhère au Parti socialiste à Arles (1976) ; conseiller municipal d'Arles (1977-2001).
Délégué national du PS à la justice et aux libertés (1978-1981) ; directeur adjoint de cabinet de François Mitterrand, candidat à la présidence de la République (1981) ; président de l'école nationale de la photographie d'Arles (1982-1986) ; porte-parole de la présidence de la République (1981-1986). Puis préfet hors cadre (1985).
Député socialiste des Bouches-du-Rhône (élu en 1986, 1988 et 1997 jusqu'en 2002) ; président de la commission des affaires étrangères à l'Assemblée nationale (1989-1992) ; garde des Sceaux, ministre de la Justice (1992-1993) ; conseiller général pour le canton d'Arles-Ouest, vice-président du conseil général des Bouches-du-Rhône (1992-1997) ; maire PS d'Arles, élu en juin 1995, mandat abandonné en 1998 en application de la loi sur le cumul des mandats ; membre du bureau national du PS (jusqu'en 2000) ; responsable national du PS, auprès du Secrétariat national à l'international (2000-2002) ; conseiller régional de Provence-Alpes-Côte d'Azur, élu de Bouches-du-Rhône (depuis 1998) ; président du conseil régional de Provence-Alpes-Côte d'Azur (élu en 1998, réélu en 2004) ; membre du conseil national du PS ; 2e vice-président de l'ARF, Association des régions de France, délégué aux compétences régionales (depuis 2004) ; président de l'eurorégion Alpes-Méditerranée.
Michel Vauzelle s'est engagé pour le « non » lors du référendum sur la Constitution européenne. Il a rejoint le Nouveau Parti socialiste (NPS), en juillet 2005.
Il est élu député avec 52,32 % des voix aux législatives de juin 2007, dans la seizième circonscription des Bouches-du-Rhône. Il récupère ainsi le siège qu'il avait perdu en 2002 face à l'UMP Roland Chassain. Il est réélu en 2012.
En avril 2009, il lance une pétition en ligne pour inscrire les services publics dans la Constitution par l’organisation d’un référendum. Au début d'octobre, cette pétition revendiquait la signature de plus de 400 000 personnes, dont une centaine de parlementaires, et des milliers d’élus locaux. Il lance également une consultation en ligne sur le nom de la région qu'il voudrait changer.
Le 1er octobre 2009, il est désigné par les militants socialistes de la région Provence-Alpes-Côte d'Azur pour conduire la liste PS aux élections régionales de 2010. Le 24 février 2010, L'Expansion publie le classement des présidents de conseils régionaux selon la qualité de leur gestion : Michel Vauzelle figure en 21e position sur 21, le magazine économique soulignant que la Provence-Alpes-Côte d’Azur est « une région confrontée à de lourdes charges, et dont la gestion approximative ampute le potentiel d'investissement ». Le 21 mars 2010, la liste de gauche unie conduite par Michel Vauzelle l'emporte avec 44,11 % des voix, contre 33,02 à son adversaire UMP Thierry Mariani et 22,87 au Front national.
Le 11 janvier 2015, il annonce ne pas se représenter aux élections régionales, prévues en décembre. Le 10 mai 2016, il annonce qu’il ne briguera pas un nouveau mandat de député en 2017.

## Controverses
Le 8 septembre 2010, après la mise en examen de Sylvie Andrieux, il est entendu comme témoin assisté dans l'enquête sur le détournement de 740 000 euros par des associations supposées fictives et subventionnées par le conseil régional de Provence-Alpes-Côte d'Azur entre 2005 et 2007, dans le but d'acheter les services de responsables associatifs dans des quartiers populaires de Marseille selon plusieurs déclarations.
En 2013, comme déjà en 2005, la Chambre régionale des comptes s'exprime de manière particulièrement critique sur la gestion de la Région : sont notamment pointés du doigt les déplacements en hélicoptère et la « faiblesse des dispositifs de contrôle interne » dans la distribution des subventions versées aux associations (190 millions d'euros en 2010) conduisant à des irrégularités.

## Synthèse des fonctions et mandats

### Fonctions ministérielles
- Ministre de la Justice du Gouvernement Pierre Bérégovoy (1992-1993)

#### Mandats nationaux
- Député de la 16e circonscription des Bouches-du-Rhône (Arles-Est) en 1986, réélu en 1988, battu en 1993, réélu en 1997, battu en 2002, réélu en 2007 (député avec 52,32 % des voix aux législatives de juin 2007[9]) et réélu en 2012
- Président de la commission des affaires étrangères à l'Assemblée nationale (1989-1992)

#### Mandats régionaux
- Conseiller régional de Provence-Alpes-Côtes-d'Azur 1998-2015 ;
- Président du conseil régional de Provence-Alpes-Côte d’Azur (1998-2015).
- 2e vice-président de l'Association des régions de France, délégué aux compétences régionales (depuis 2004).

#### Mandats locaux
- Conseiller municipal d'Arles 1977-2001
- Maire d'Arles de 1995 à 1998
- 2e adjoint au maire d'Arles 1998-2001
- Conseiller général des Bouches-du-Rhône (élu dans le canton d'Arles-Ouest), vice-président du conseil général des Bouches-du-Rhône 1992-1997

## Décorations
- Plaque (grand officier) de l'ordre de l'Aigle aztèque ( Mexique, 26 septembre 2016)[10]
- Grand officier de l'ordre de l'Étoile d'Italie (2 mai 2012)